# 소모스 페루 민주당

소모스 페루 민주당(Partido Democrático Somos Perú)은 1995년 5월 5일을 기하여 페루 리마에서 첫 창당이 되어 그 후 현재에 이르고 있는 현재 페루의 중도진보우파 정당이다.